# Верхняя Иволга
Ве́рхняя Иволга́ (бур. Дээдэ Эбилгэ) — село в Иволгинском районе Бурятии. Входит в сельское поселение «Иволгинское».
В селе расположен центр российского буддизма — Иволгинский дацан.

## География
Село расположено в 8 км западнее райцентра Иволгинска на левом борте долины верхнего течения реки Иволги́. Местность степная, пересечённая многочисленными ирригационными каналами, с небольшими рощами севернее села.

## Население
| 2002 | 2008 | 2010 |
| ---- | ---- | ---- |
| 860  | ↗899 | ↗981 |

## Инфраструктура
- почта
- средняя общеобразовательная школа
- детский сад
- фельдшерско-акушерский пункт
- спортивный (борцовский) зал

## Объекты культурного наследия
- Иволгинский дацан — памятник архитектуры.

## Достопримечательности
- источник «Ошор-Булаг»
- источник «Булаг»
- источник «Ута-Булаг»
- Халютинский аршан
- субурган «Бунхан»
- обо «Улзытэ-Ундэр»